# Welcome to Sky Valley
Welcome to Sky Valley je předposlední album stoner rockové kapely Kyuss, vydáno bylo 28. června 1994. Je rozděleno do tří celků a obsahuje 10 skladeb (+ bonusová skladba Lick Doo).

## Seznam skladeb
1. Gardenia (6:54)
2. Asteroid (4:48)
3. Supa Scoopa and Mighty Scoop (6:03)
4. 100° (2:29)
5. Space Cadet (7:02)
6. Demon Cleaner (5:19)
7. Odyssey (4:19)
8. Conan Troutman (2:11)
9. N. O. (3:47)
10. Whitewater (8:58), (obsahuje i „schovanou" bonusovou skladbu Lick Doo)

## Zúčastnění hudebníci
| jméno        | nástroj   |
| John Garcia  | zpěv      |
| Josh Homme   | kytara    |
| Scott Reeder | baskytara |
| Brant Bjork  | bicí      |